# NGC 70
NGC 70은 안드로메다자리 방향에 있는 나선 은하이다.